# Draškovac (Leskovac)
Draškovac (Servisch cyrillisch Драшковац) is een plaats in de Servische gemeente Leskovac. De plaats telt 791 inwoners (2002).